# Jleborob (Sochi, Krasnodar)
Jleborob (del ruso: Хлебороб) es un seló del distrito de Ádler de la unidad municipal de la ciudad-balneario de Sochi, en el krai de Krasnodar de Rusia, en el sur del país (Cáucaso occidental). Está situado en los montes al norte de la confluencia entre los ríos Bolshaya Josta y Málaya Josta, 13 km al este de Sochi y 179 km al sureste de Krasnodar. Tenía 584 habitantes en 2010.
Pertenece al municipio Kudepstinski.